# Einfachblättrige Prachtspiere
Die Einfachblättrige Prachtspiere (Astilbe simplicifolia) ist eine Pflanzenart aus der Gattung der Prachtspieren (Astilboides) in der Familie der Steinbrechgewächse (Saxifragaceae).

## Merkmale
Die Einfachblättrige Prachtspiere ist eine ausdauernde Pflanze, die Wuchshöhen von 10 bis 30 Zentimeter erreicht. Die Pflanze bildet ein Rhizom aus. Die Blattspreite ist einfach, eiförmig, oft 3- bis 5-lappig, grob gesägt und misst 3 bis 10 × 2 bis 6 Zentimeter. Die Blüten sind weiß.

## Vorkommen
Die Einfachblättrige Prachtspiere kommt in Japan auf Honshū in lichten Laubwäldern und Gebüschen vor.

## Nutzung
Die Einfachblättrige Prachtspiere wird selten als Zierpflanze für Steingärten und Gehölzgruppen genutzt. Sie wurde nach 1893 in Kultur genommen. Es gibt zahlreiche Sorten (Auswahl):
- 'Altrosa': Die Pflanze erreicht Wuchshöhen von 40 bis 50 Zentimeter, die Blüten sind dunkelrosa.
- 'Aphrodite': Die Pflanze erreicht Wuchshöhen von 40 bis 50 Zentimeter, die Blätter sind dunkel bronzefarben, die Blüten hellrot.
- 'Carnes': Die Pflanze erreicht Wuchshöhen bis 35 Zentimeter, die Blüten sind hell lachsfarben.
- 'William Buchanan': Die Pflanze erreicht Wuchshöhen von 25 bis 30 Zentimeter, die Blätter sind rot getönt, die Blüten sind weiß.

Astilbe simplicifolia bildet mit Astilbe glaberrima Nakai var. saxatilis Nakai die Hybride Astilbe × arendsii Arends.